# Enzo Jannacci
Pour les articles homonymes, voir Jannacci.
Enzo Jannacci, né à Milan le 3 juin 1935 et mort le 29 mars 2013 dans la même ville, est un auteur-compositeur-interprète, pianiste, acteur et humoriste italien. Il est une figure renommée du monde la chanson et est considéré comme le précurseur du rock italien.

## Biographie
Après des études scientifiques et un doctorat en médecine, le jeune Enzo part en Afrique du Sud, puis aux États-Unis afin de se spécialiser dans la chirurgie cardiaque, profession qu'il exerce toute sa vie. Il est amené à travailler au sein de l'équipe du célèbre chirurgien Christiaan Barnard.
Il commence sa carrière musicale en 1956. Ayant étudié le piano au conservatoire, il intègre les groupes « Rocky Mountains » et « Rock Boys », où il découvre le Rock n' Roll. C'est avec Giorgio Gaber, leader des "Rocky Mountains" et partenaire musical durant près de 40 ans, qu'il forme le duo « I due corsari » et réalise ses premiers enregistrements. En 1958, il accompagne comme pianiste de jazz de grands noms tels que Stan Getz, Gerry Mulligan, Chet Baker, Bud Powell et Franco Cerri, en compagnie desquels il enregistre plusieurs albums.
Il entame une carrière solo dans le courant des années 1960. Chantant souvent en dialecte, il est considéré comme l'une des figures du rock italien. Affectionnant le monde du cabaret, ses textes se caractérisent par le non-sens et le surréalisme et font le succès de tubes comme « El portava i scarp del tennis », « L’Armando », « Son s’ciopàa », ou « Vengo anch’io. No, tu no ».
Au fil des ans, Enzo Jannacci se lance dans la composition de musiques de films et est amené à travailler avec Mario Monicelli, Marco Ferreri, Lina Wertmuller. Sa carrière compte quelques apparitions au cinéma. Son œuvre comptabilise une trentaine d'albums.
Enzo Jannacci meurt le 29 mars 2013 dans sa ville natale, des suites d'un cancer.

## Discographie

### Albums
- 1964 - La Milano di Enzo Jannacci (it) (Jolly (en) LPJ 5037)
- 1965 - Enzo Jannacci in teatro (it) (live Jolly LPJ 5043)
- 1966 - Sei minuti all'alba (it) (Jolly LPJ 5071)
- 1968 - Vengo anch'io. No, tu no (it) (ARC ALPS 11007)
- 1968 - Le canzoni di Enzo Jannacci (it) (Dischi Ricordi MRP 9050;
- 1970 - La mia gente (it) (ARC ALPS 11021)
- 1972 - Giorgio Gaber e Enzo Jannacci (it) (Family single records de 1959 à 1960 avec Giorgio Gaber)
- 1972 - Jannacci Enzo (it) (RCA Italiana, PSL 10539)
- 1975 - Quelli che... (it) (Ultima Spiaggia (it), ZLUS 55180)
- 1976 - O vivere o ridere (it) (Ultima Spiaggia, ZLUS 55189)
- 1977 - Secondo te...Che gusto c'è? (it) (Ultima Spiaggia, ZPLS 34027)
- 1979 - Fotoricordo (it) (Ultima Spiaggia, ZPLS 34075)
- 1980 - Ci vuole orecchio (it) (Dischi Ricordi SMRL 6266)
- 1980 - Nuove registrazioni (it) (Dischi Ricordi-Orizzonte ORL 8430)
- 1981 - E allora...Concerto (it) (Dischi Ricordi SMRL 6282)
- 1983 - Discogreve (it) (Dischi Ricordi SMRL 6302)
- 1983 - Ja-Ga Brothers (it) (CGD avec Giorgio Gaber)
- 1985 - L'importante (it) (DDD)
- 1987 - Parlare con i limoni (it) (DDD)
- 1989 - Se me lo dicevi prima e altri successi (it)
- 1989 - 30 anni senza andare fuori tempo (it) (collection : Recorded live track, DDD)
- 1991 - Guarda la fotografia (it) (DDD)
- 1994 - I soliti accordi (it) (DDD)
- 1998 - Quando un musicista ride (it)
- 2001 - Come gli aeroplani (it)
- 2003 - L'uomo a metà (it)
- 2005 - Milano 3.6.2005 (it) (collection)
- 2006 - The Best 2006 (collection)

### Collaborations
- Mina quasi Jannacci (it) (1977, avec Mina)
- Milva la rossa (1980, avec Milva)
- Banana à milanesa (2008, avec Selton (it))

### Singles
- L'Armando/La forza dell'amore ( 4 mai 1964)
- Sfiorisci bel fiore/Non è vero (30 avril 1965)
- Veronica/Soldato Nencini (17 mai 1965)
- Per un basin/Ninna nanna per un bambino (9 février 1966)
- Ho visto un re/Bobo Merenda (1968)
- Il terzino d'Olanda/Gli zingari (1969)
- Mexico e nuvole/Pensare che… (1970)
- Brutta gente/Il panettiere (1974)
- Vincenzina e la fabbrica/Vincenzina e la fabbrica (strumentale) (1974)
- El me indiriss/Quelli che… (1975)
- Linea bianca/Moviola (9 septembre 1983)
- Mi-mi-la-lan!/La bambina lupo (1984)
- Se me lo dicevi prima/Vita e bottoni (mars 1989)

### Duos
- Avec Claudio Baglioni : Canzone intelligente, E la vita la vita (in Anime in gioco (it) de Claudio Baglioni, 1997), La forza dell'amore and Vincenzina e la fabbrica
- avec Adriano Celentano : Ho visto un re
- avec Paolo Conte : Bartali
- avec Dario Fo (de 1964 à 1980, Enzo Jannacci collabore sur une quarantaine de titres de Dario Fo) : Ho visto un re
- avec Giorgio Gaber : Canzone intelligente, Ho visto un re, La strana famiglia and Una fetta di limone
- avec Irene Grandi : Bum bum and Ragazzo padre
- avec Ligabue : Ci vuole orecchio
- avec Mia Martini : Io e te
- avec Renato Pozzetto : Canzone intelligente, E la vita la vita and Ho visto un re
- avec Paolo Rossi : Ho visto un re and I soliti accordi
- avec Enrico Ruggeri : Ci vuole orecchio
- avec Roberto Vecchioni : Luci a San Siro and Veronica
- avec Francesco De Gregori : Sfiorisci bel fiore
- avec Fabrizio De Andrè : Via del campo

## Filmographie partielle

### Comme acteur ou compositeur
- 1964 : La Vie aigre (La vita agra), de Carlo Lizzani
- 1965 : Questi pazzi, pazzi italiani, de Tullio Piacentini
- 1967 : Quando dico che ti amo, de Giorgio Bianchi
- 1971 : Drôles de couples (Le coppie), Épisode Il frigorifero, de Mario Monicelli
- 1971 : L'Audience (L'udienza), de Marco Ferreri
- 1982 : La Nuit de Varennes (Il mondo nuovo), de Ettore Scola
- 1983 : Scherzo del destino in agguato dietro l'angolo come un brigante da strada, de Lina Wertmuller
- 1989 : Légers quiproquos (Piccoli equivoci) de Ricky Tognazzi
- 1997 : Figurine, de Giovanni Robbiano
- 2010 : La bellezza del somaro, de Sergio Castellitto